# Nhập Lăng-già kinh

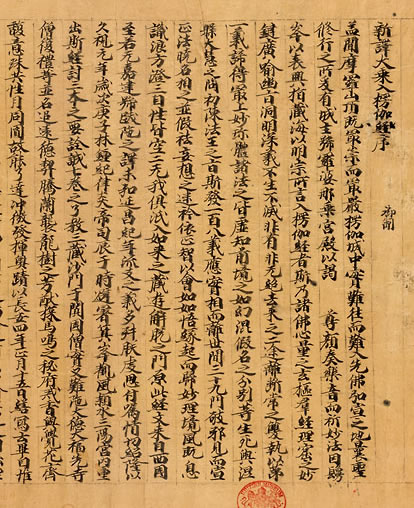
Trang đầu của bộ Đại thừa nhập Lăng-già kinh, bản dịch của Thật-xoa-nan-đà

Nhập Lăng-già kinh (tiếng Trung: 入楞伽經, rù lèngqié jīng; tiếng Nhật: nyū ryōga kyō; tiếng Phạn: liṅga-avatāra sūtra) là một bộ kinh Đại thừa, đặc biệt nhấn mạnh đến tính giác ngộ nội tại, qua đó mọi hiện tượng nhị nguyên đều biến mất, hành giả đạt tâm vô phân biệt. Đó là tâm thức đã chứng được Như Lai tạng (sa. tathāgata-garbha) vốn hằng có trong mọi loài. Kinh này chỉ rõ là văn tự không cố định trong việc trao truyền giáo pháp, như cùng một vật một việc nhưng có nhiều tên gọi, ý nghĩa và lời dạy của đức Phật, Phật pháp phải uyển chuyển theo ngữ cảnh, phù hợp với mọi chúng sinh.
Kinh này có ba bản dịch Hán ngữ song song với nguyên bản tiếng Phạn còn tồn tại: 
1. Bản dịch của Cầu-na-bạt-đà-la (sa. guṇabhadra) dưới tên Lăng-già-a-bạt-đa-la bảo kinh (zh. 楞伽阿跋佗羅寶經; sa. liṅga-avatāra sūtra) 4 quyển;
2. Bản của Bồ-đề-lưu-chi (sa. bodhiruci) với tên Nhập Lăng-già kinh, 10 quyển;
3. Đại thừa nhập Lăng-già kinh (zh. 大乘入楞伽經) của Thật-xoa-nan-đà (sa. śikṣānanda), 7 quyển.

Những thuyết trong kinh này rất gần với quan điểm của Thiền tông. Cùng với kinh Kim cương bát-nhã-ba-la-mật-đa và Đại thừa khởi tín luận (sa. mahāyānaśraddhotpāda-śāstra), kinh Nhập Lăng-già là một trong những bộ kinh Đại thừa có ảnh hưởng lớn đến Thiền tông Trung Quốc. Người ta cho rằng bộ kinh này do Bồ-đề-đạt-ma, Sơ tổ thiền Trung Quốc chính tay truyền cho Nhị tổ Huệ Khả. Ngay cả giáo pháp tiệm ngộ (giác ngộ từng bậc) của Thần Tú cũng bắt nguồn từ kinh Nhập Lăng-già này.
Kinh bao gồm 9 chương văn xuôi trộn lẫn với các câu kệ và một chương chỉ toàn văn vần. Kinh này lần đầu được dịch ra Hán văn trong thế kỉ thứ 5. Kinh Nhập Lăng-già được Phật thuyết tại Tích Lan theo lời mời của một nhà vua xứ này, trong đó Phật trả lời những câu hỏi của Bồ Tát Đại Huệ (sa. mahāmati). Giáo pháp trong kinh này là nền tảng của Duy thức tông (sa. yogācāra, vijñānavāda).